# 輕裝步兵

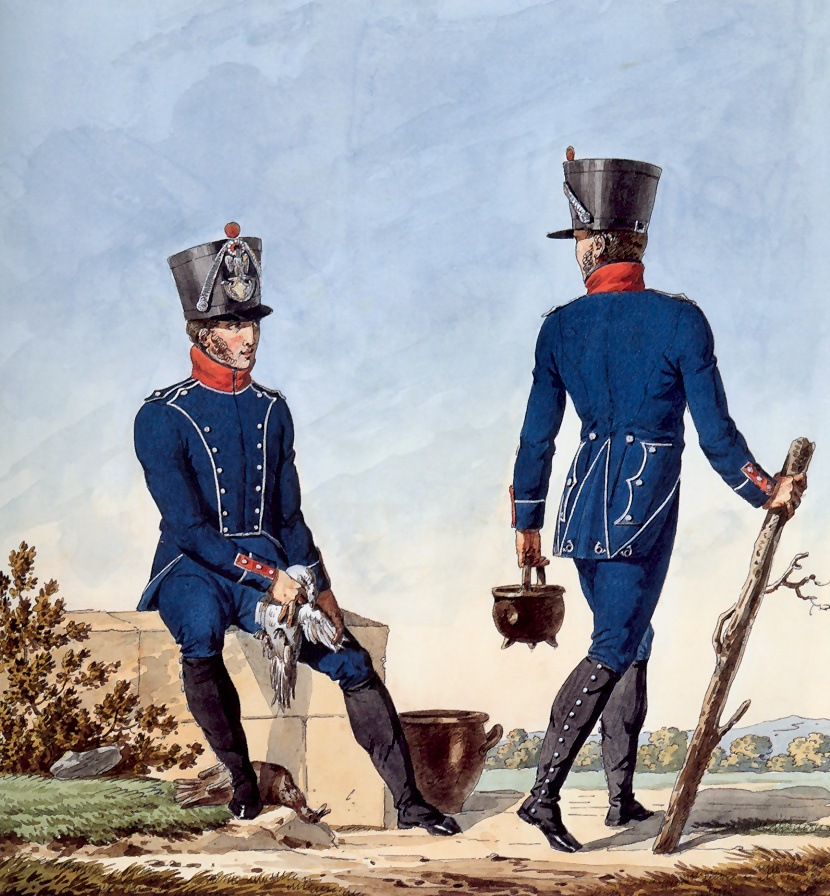
拿破崙大军团的輕裝步兵

傳統的輕裝步兵（英語：light infantry），又稱散兵（英語：skirmishers）士兵，他們的工作是提供步兵主力一個先遣的遭遇戰，騷擾和拖延敵人前進。輕裝步兵，與步兵、重裝步兵或线列步兵是不同的。重裝步兵，主要致力於在緻密陣形，分別為核心的大型戰役戰鬥。輕裝步兵與重裝步兵經常轉戰密切協調，在那裡他們可以篩選重裝步兵的騷擾火力；重裝步兵則攻擊敵人的重裝步兵或騎兵，可以進行干預，以保護輕裝步兵。重裝步兵原本比輕裝步兵有較重的武器和盔甲，但這種區別是失去使用裝甲下降與否，和火藥武器變得標準化。